# Joan E. Walsh
Joan Eileen Walsh (* 7. Oktober 1923; † 30. Dezember 2017) war eine britische Mathematikerin und Hochschullehrerin. Sie war Professorin für Numerische Analysis an der University of Manchester und Gründungsvorsitzende der Numerical Algorithms Group.

## Leben und Werk
Walsh studierte Mathematik an der University of Oxford, wo sie 1954 einen Bachelor mit Auszeichnung erster Klasse erwarb. Sie unterrichtete drei Jahre lang als Lehrerin und Assistant Mistress an der Howell’s School in Denbigh, Wales. Anschließend studierte sie Numerische Analysis an der University of Cambridge, wo sie 1958 ihr Diplom mit Auszeichnung erwarb. Sie promovierte dann 1961 als erste Doktorandin von Leslie Fox am Oxford Computing Laboratory, dem Vorgänger des Department of Computer Science der University of Oxford, mit der Dissertation: Numerical solution of partial different equations using a high speed computer.
Von 1960 bis 1963 arbeitete sie als mathematische Programmiererin für die Computerabteilung des CEGB (Central Electricity Generating Board) in London und wurde dann als Dozentin an das Department of Mathematics der University of Manchester berufen. 1966 wurde sie Senior Lecturer, 1971 Reader und 1974 Professorin für Numerische Analysis an der University of Manchester. Im akademischen Jahr 1967 bis 1968 war sie am St. Hilda’s College der University of Oxford tätig.
Von 1986 bis 1989 war sie Leiterin der Fakultät für Mathematik und wurde 1990 Pro-Vizekanzlerin der University of Manchester.
Nach 35 Dienstjahren ging sie 1998 als emeritierte Professorin in den Ruhestand und studierte dann von 2000 bis 2003 am Heythrop College, University of London, wo sie den Master of Arts in Contemporary Theology in the Catholic Tradition erwarb.
1984 wurde sie Fellow des Institute of Mathematics and its Applications.
Sie starb 2017 im Alter von 85 Jahren.

## Numerical Algorithms Group
Walshs Forschungsinteressen konzentrierten sich auf die numerische Lösung gewöhnlicher Randwertprobleme von Differentialgleichungen und die numerische Lösung partieller Differentialgleichungen.
1970 gründete sie mit Shirley Carter, Linda Hayes und Brian Ford die Nottingham Algorithms Group mit dem Ziel, eine umfassende mathematische Softwarebibliothek für die Gruppe von Universitäten zu entwickeln, die ICL-1906A-Großrechner betrieben. Anschließend wechselte die Nottingham Algorithms Group von der University of Nottingham an die University of Oxford und das Projekt wurde als Numerical Algorithms Group (NAG) Ltd. ein gemeinnütziges Unternehmen. Walsh wurde 1976 Vorsitzende der NAG Ltd. für die nächsten zehn Jahre und war anschließend von 1992 bis 1996 Mitglied des Rates der NAG Ltd.

## Veröffentlichungen
- Numerical Analysis: An Introduction. Based on a Symposium Organised by the institute of Mathematics and Its applications. London, Academic Press, 1966, ISBN 978-0-12-733850-7.
- mit J. L. Mohamed: Numerical algorithms. Oxford University Press, 1986.